# 6464 Кабуракі
6464 Кабуракі (6464 Kaburaki) — астероїд головного поясу, відкритий 1 лютого 1994 року.
Тіссеранів параметр щодо Юпітера — 3,217.